# Éhuns
Éhuns – miejscowość i gmina we Francji, w regionie Burgundia-Franche-Comté, w departamencie Górna Saona.
Według danych na rok 1990 gminę zamieszkiwało 185 osób, a gęstość zaludnienia wynosiła 33 osoby/km² (wśród 1786 gmin Franche-Comté Éhuns plasuje się na 560. miejscu pod względem liczby ludności, natomiast pod względem powierzchni na miejscu 756.).